# Орчард-роуд

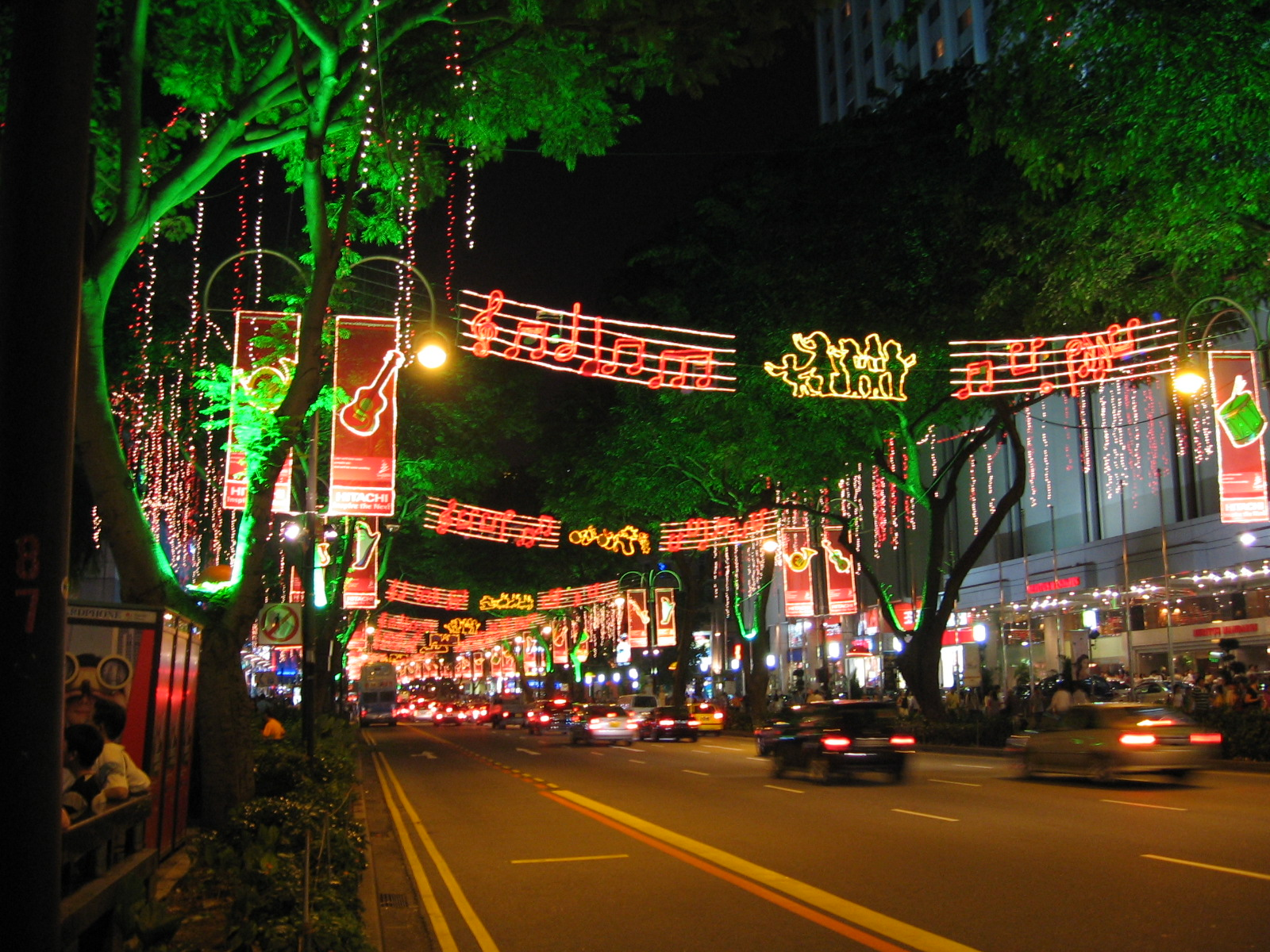
Рождественская иллюминация на Орчард-роуд

Орчард-роуд (кит. 乌节路, англ. Orchard Road, букв. «дорога к фруктовому саду») — улица в Сингапуре, центр торговли и развлечений, главная туристическая достопримечательность. Часто улицу и её окрестности называют просто «Орчард» («фруктовый сад») частично из-за расположенной здесь одноимённой станции метро.

## География
Улица начинается от пересечения Стэмфорд-роуд, Бенкулен-стрит и Форт-Канинг-роуд и продолжается на 2,2 км на северо-запад до пересечения с Орандж-Гроув-роуд и Танглин-роуд. На восточном окончании улицы расположен район Дхоби Гаут.
С 1974 года движение по улице одностороннее, от Орандж-Гроув-роад в сторону Стэмфорд-роуд.
Улица имеет развитую подземную инфраструктуру, включая множество пешеходных тоннелей, связывающих торговые центры и соседние улицы.

## Название

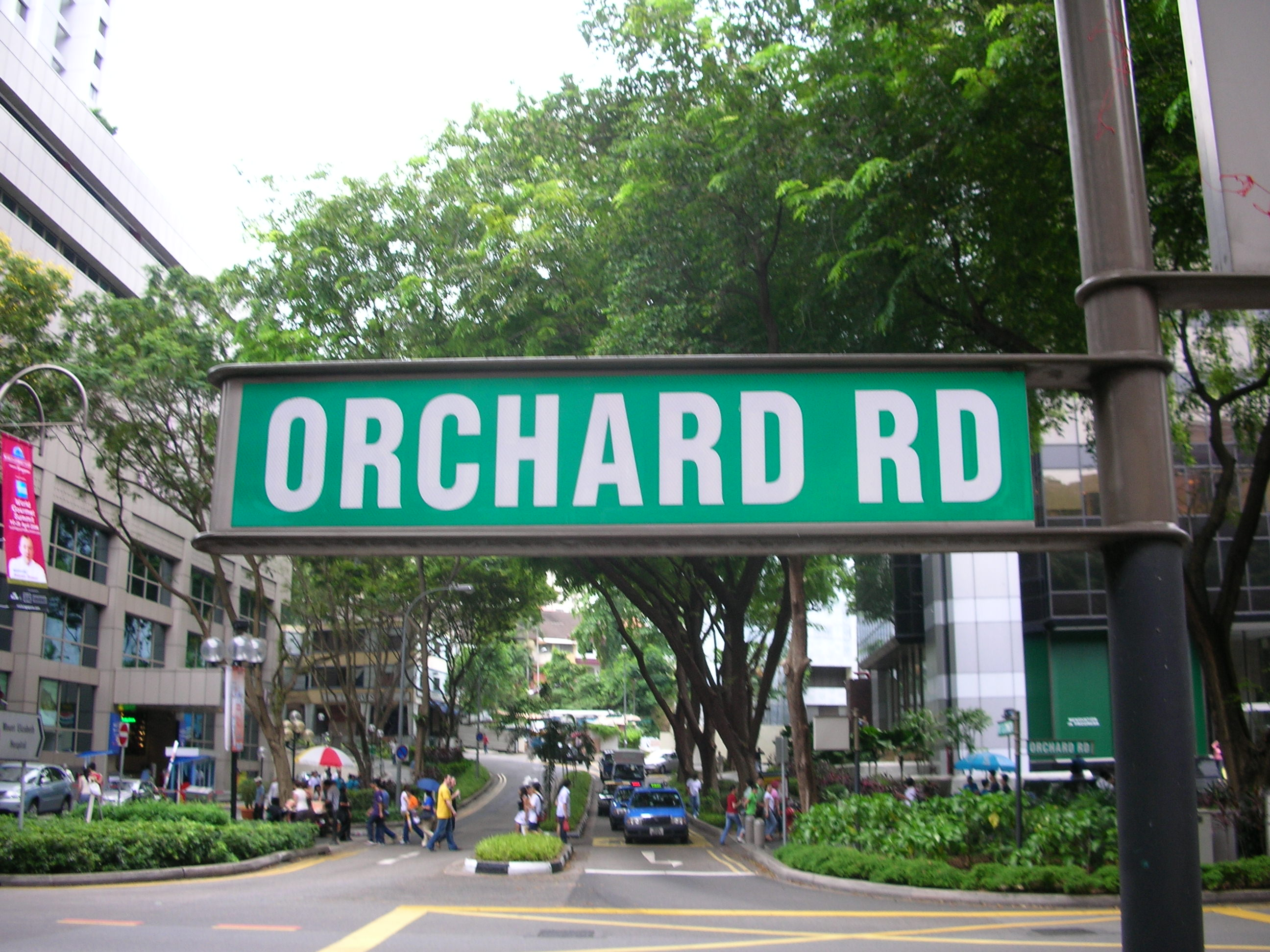
Орчард-роуд названа в честь фруктовых плантаций, к которым вела

Название улицы, в переводе означающее «Дорога к фруктовому саду», напоминает о середине XIX века, когда этот путь вёл к плантациям мускатного ореха, чёрного перца и фруктовых деревьев. Коммерческая застройка улицы началась в XX веке.

## История

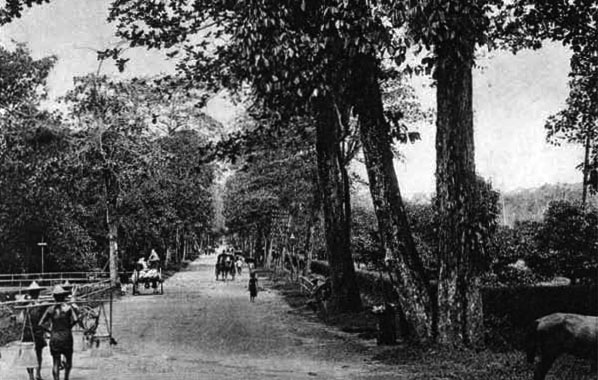
Орчард-роуд ок. 1900 года

Орчард-роуд известна уже с 1830 года, хотя на карте Сингапура 1836 года она не обозначена. В 1830-е эта область была местом культивации гамбира и чёрного перца. Позднее их заменили плантации фруктовых деревьев и мускатного ореха.
К 1846 году застройка дороги достигла Танк-роуд. В это время примерно в районе нынешнего пересечения Орчард-роуд и Скоттс-роуд находился сад доктора Джуна, что помогло закрепиться названию улицы. К концу 1840-х вдоль дороги стали появляться кладбища. Крупное китайское кладбище расположилось в районе нынешнего перекрёстка с Байдефорд-роуд, бенкуленское кладбище — неподалеку от нынешней резиденции премьер-министра. Позднее в районе нынешней станции Дхоби-Гаут появилось еврейское кладбище; оно было снесено в 1984 году.
В 1860-х годах на холмах вдоль Орчард-роуд появилось множество частных домов и бунгало. В начале 1890-х король Таиланда Чулалонгкорн приобрёл Харрикейн-Хаус, стоявший напротив консульства Таиланда. Затем были приобретены соседние участки, что образовало Королевское посольство Таиланда по адресу Орчард-роуд, 370.
В начале XX века улицу сравнивали с английскими улицами городов Девоншира. Китайцы назвали её tang leng pa sat koi — «дорога к рынку Танглин». Тамильцы упоминали её как vaira kimadam — «улица факиров» и muttu than — «высокое место».
В 2009 году на обустройство улицы было потрачено 40 миллионов долларов. 16 июня 2010 года сильные дожди вызвали наводнение в районе перекрестка с Скоттс-роуд. По сообщениям уровень воды достиг рекорда 1984 года. Пострадали торговые центры, расположенные на Орчард-роуд. Более 70 пассажиров транспорта, оказавшихся в районе затопления, было эвакуировано. Жертв и ранений удалось избежать.